# Вулиця Соборна (Хмельницький)
Вулиця Соборна — вулиця в місті Хмельницькому, пролягає центральною частиною міста від вулиці Прибузької до майдану Незалежності.
До вулиці Соборної прилучаються вулиці Володимирська, Героїв Майдану, Проскурівського підпілля, Подільська, Вайсера, Староміська та Бузька.
Прокладена згідно з планом забудови міста від 1824 року, починалася від майдану із Собором Різдва Богородиці, від чого й отримала назву.
У 1921 році вулиці надали ім'я Карла Лібкнехта — діяча німецького комуністичного руху.
У 1991 році повернуто історичну назву.

## Історія Храму
Храм Різдва Богородиці знаходиться на початку вулиці Соборної. Збереглися історичні відомості, що на місці храму вже у 1670-х роках була невеличка дерев'яна церква. Проте, під час загальноміської пожежі 1822 року вогонь знищив церкву. У 1835—1837 роках на її місці спорудили кам'яний собор. Серед реліквій храму, особливою цінною була Ікона Божої Матері, яка дивом збереглася під час пожежі у 1822 році. Образ вважався чудодійним та мав велику пошану серед проскурівчан. На жаль, до наших часів ні чудодійної ікони, ні інших реліквій не збереглося. Вони «зникли» у 1930-х роки, коли церква потрапила під утиски з боку радянських органів влади та закрили. Приміщення собору тривалий час використовували як склад, згодом як архів. Лише в у 1989 році Храм Різдва Богородиці після капітального ремонту знову відчинив свої двері для віруючих.
На сьогодні храм — найстаріша споруда міста Хмельницького.

## Галерея

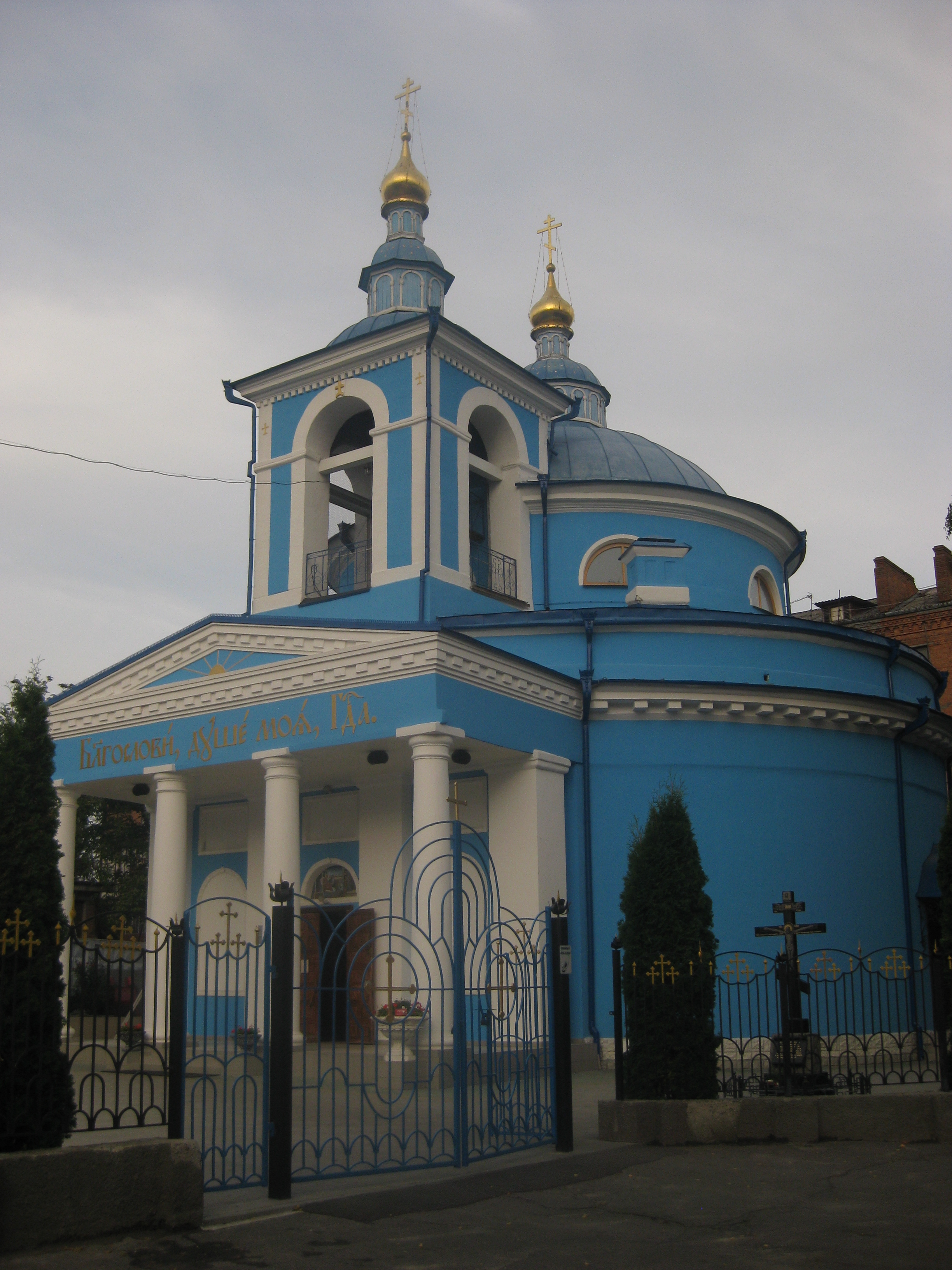
Собор Різдва Пресвятої Богородиці
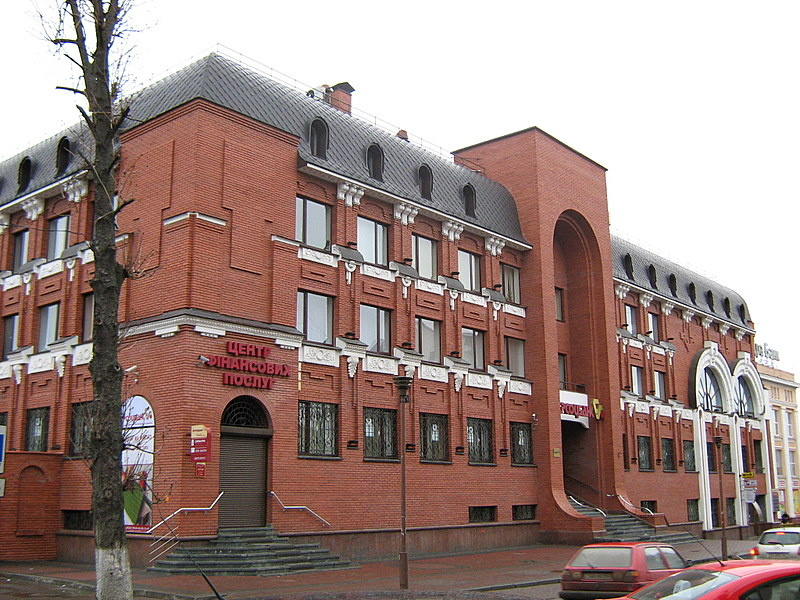
Будівля Укрсоцбанку
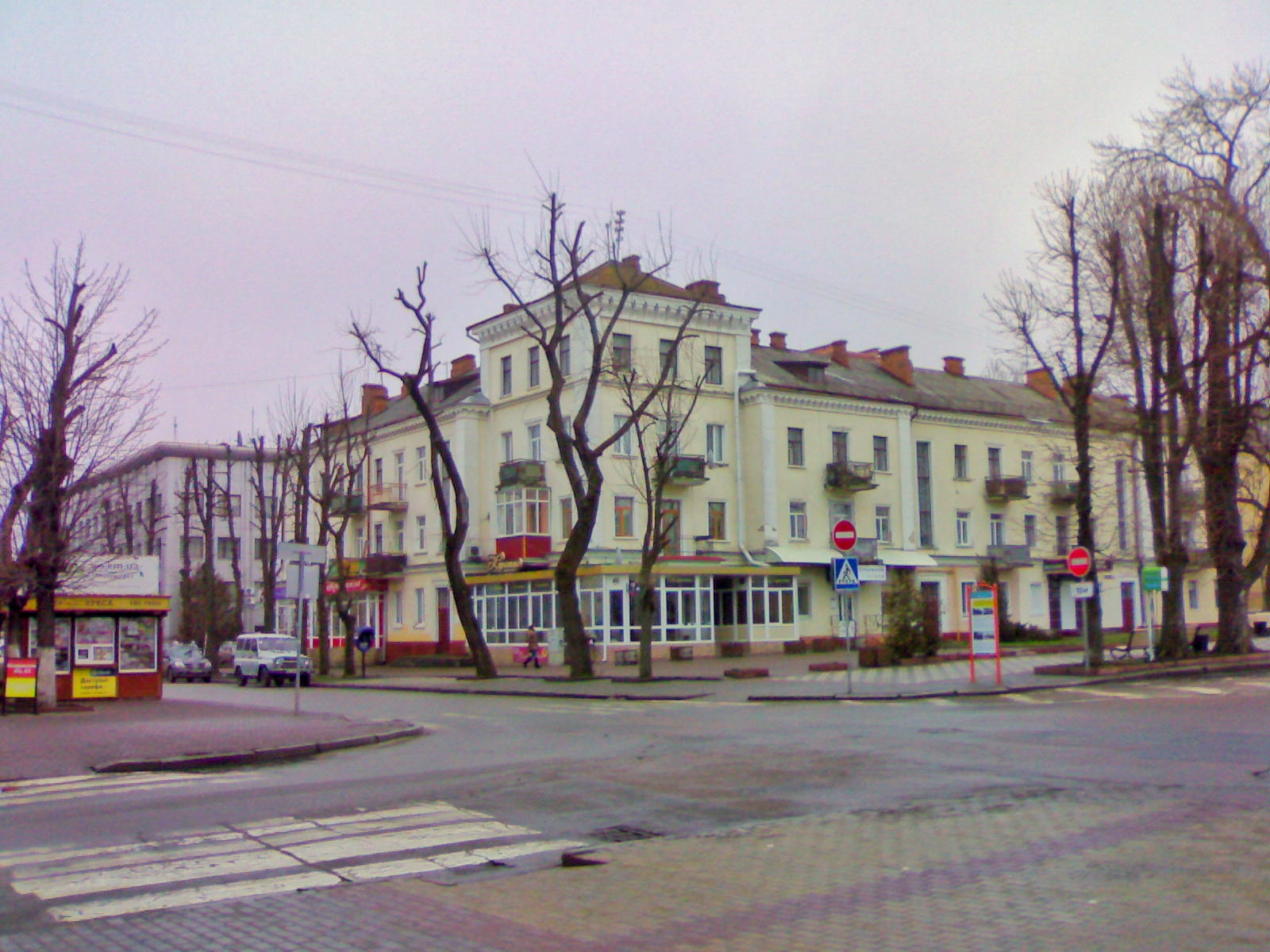
Будинок на перехресті Соборної та Володимирської вулиць
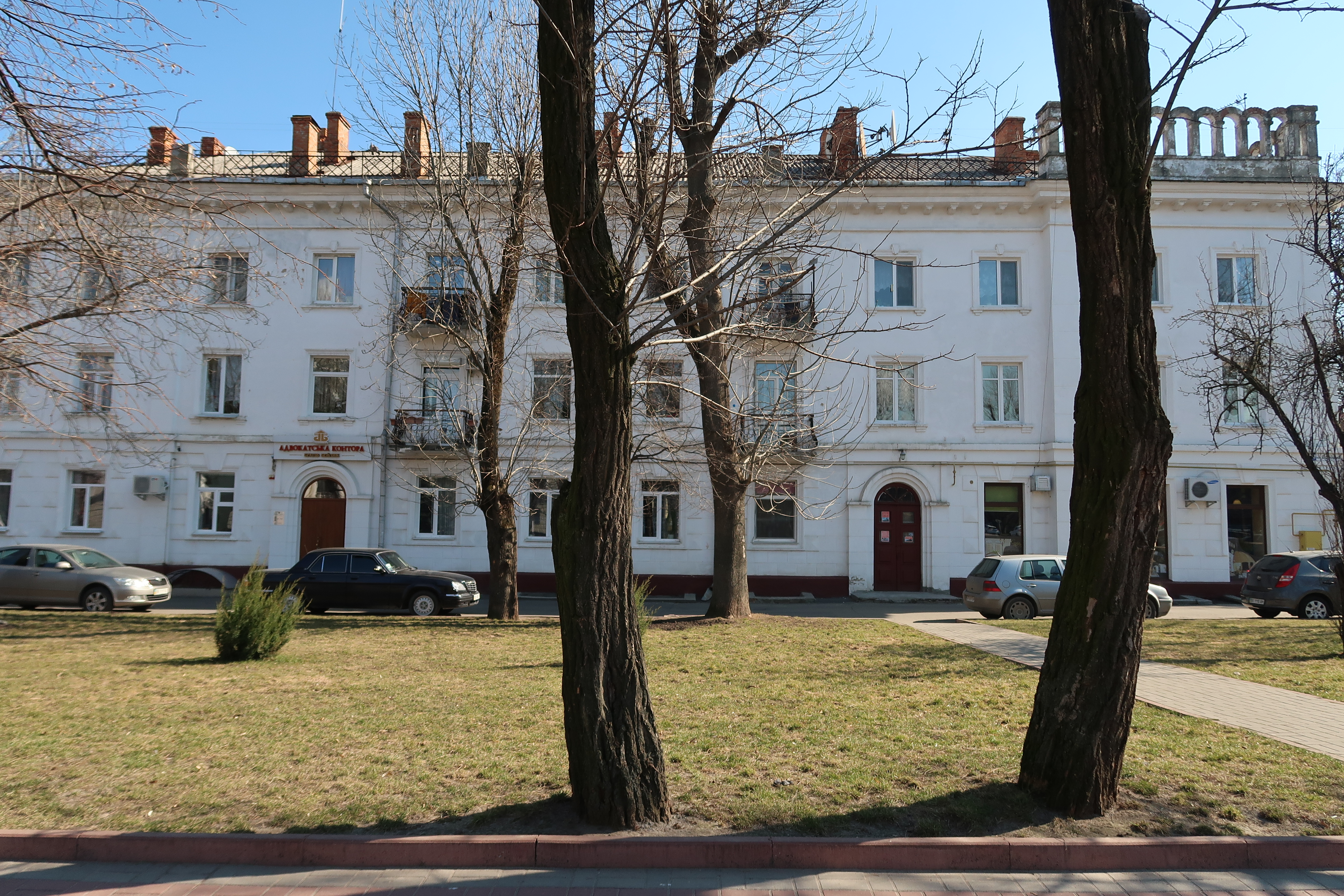
Будинок на вулиці Соборній, 77
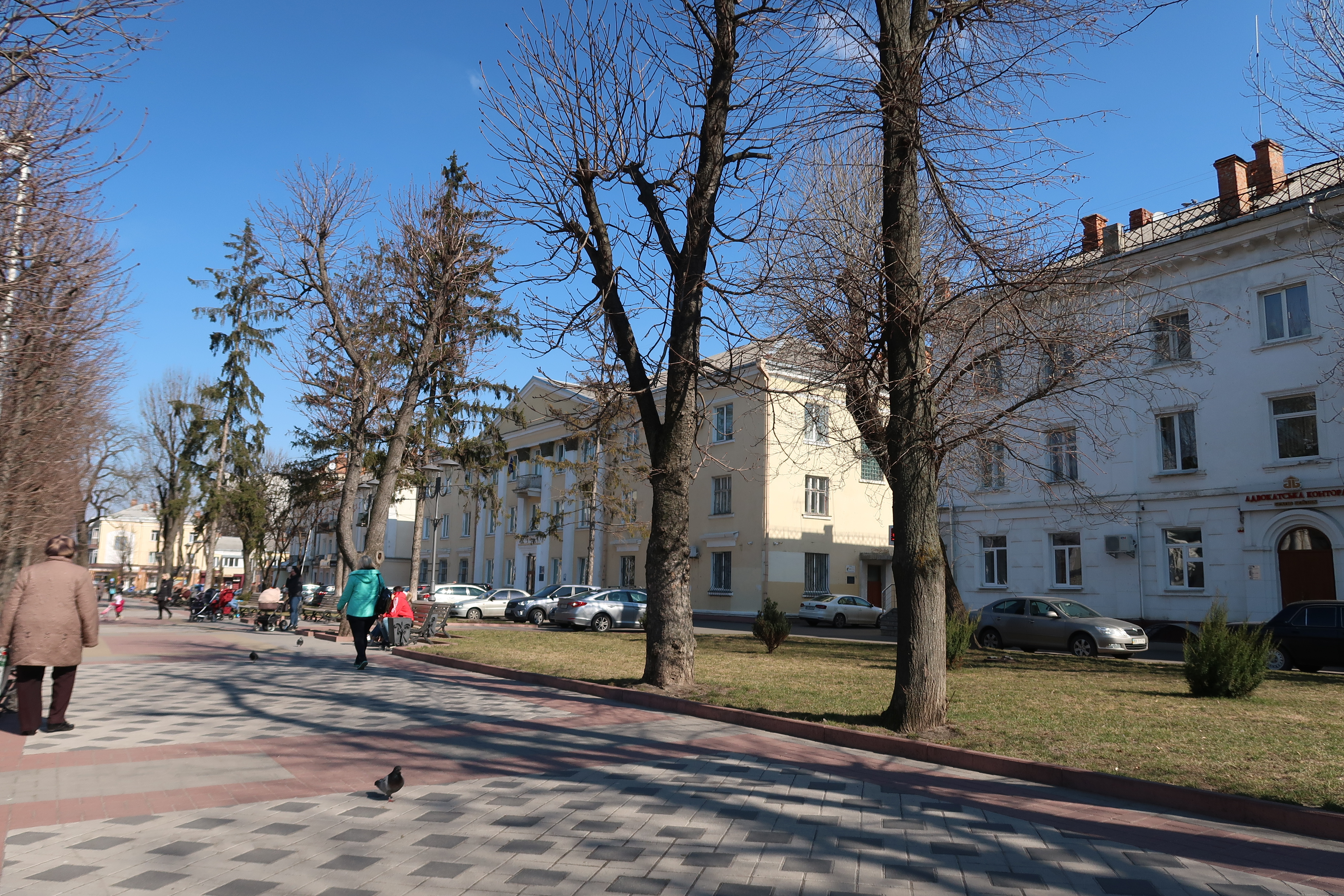
Пішохідна частина вулиці Соборної поблизу майдану Незалежності
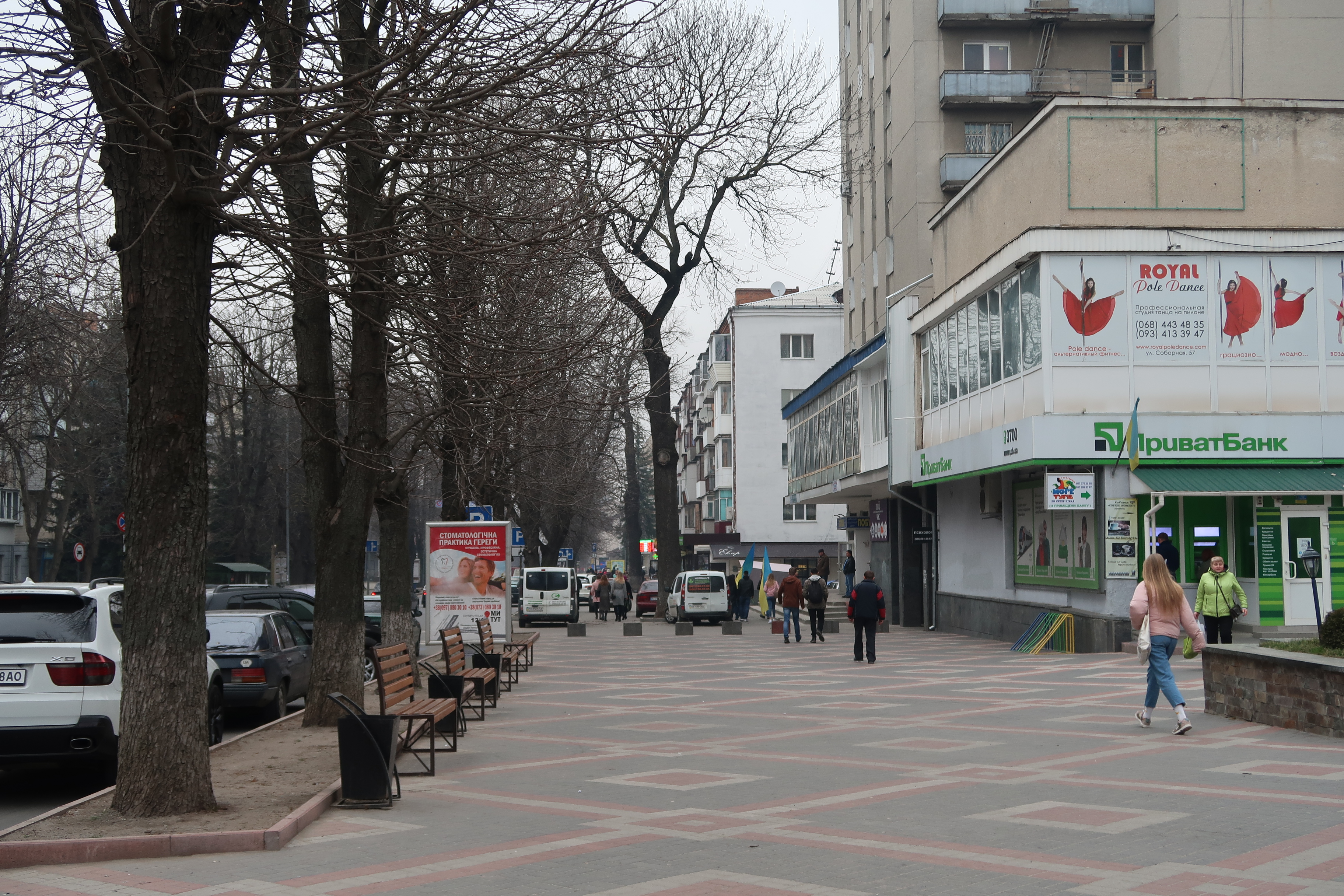
Вулиця Соборна у Хмельницькому
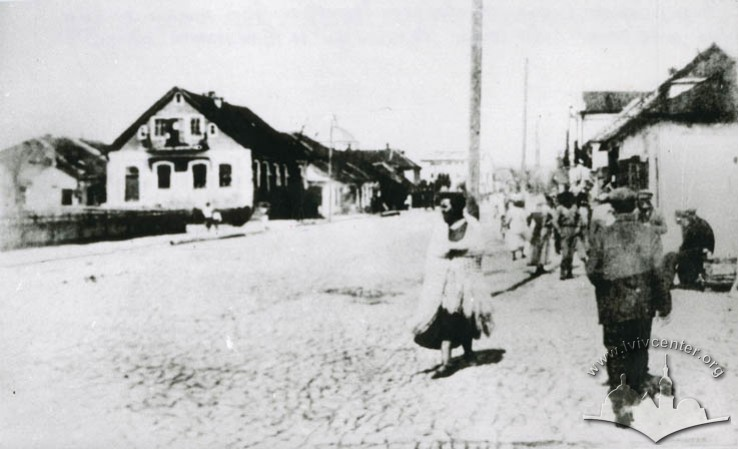
Вулиця Соборна (початок XX століття)